# Gaius Clodius Crispinus
Gaius Clodius Crispinus war ein im 1. und 2. Jahrhundert n. Chr. lebender römischer Politiker.
Durch die Fasti Ostienses und zwei weitere Inschriften ist belegt, dass Crispinus 113 zusammen mit Lucius Publilius Celsus ordentlicher Konsul war. Nach dem Rücktritt von Celsus übte er das Amt zusammen mit Servius Cornelius Dolabella aus. Vermutlich ist er zusammen mit dem letzteren auch auf einem Militärdiplom aufgeführt. Darüber hinaus wird er noch in einer weiteren Inschrift angeführt.
Es ist zweifelhaft, ob er mit dem Crispinus identisch ist, der in den Silvae des Statius erscheint.